# Pribinić
Pribinić (cyr. Прибинић) – wieś w Bośni i Hercegowinie, w Republice Serbskiej, w gminie Teslić. W 2013 roku liczyła 1298 mieszkańców.